# Список Героев Украины/Х
В настоящем списке в алфавитном порядке представлены люди, получившие почётное звание Герой Украины, чьи фамилии начинаются с буквы «Х».
- Список содержит информацию о дате указа присвоения почётного звания, роде деятельности награждённых и годах их жизни.

## Список людей, фамилии которых начинаются с «Х»
| № | Фамилия, Имя Отчество        | Дата Указа | Деятельность                                                         | Годы жизни      |
| - | ---------------------------- | ---------- | -------------------------------------------------------------------- | --------------- |
| 1 | Хмара, Степан Ильич          | 19.08.2006 | Правозащитник, общественный деятель, Львов                           | род. 12.10.1937 |
| 2 | Хоришко, Владимир Дмитриевич | 20.08.2008 | Директор Общества «Корпорация „Агро-Союз“», Днепропетровская область | род. 03.12.1958 |